# Аграмаков, Николай Николаевич
Аграмаков, Николай Николаевич (12 декабря 1941, Рязань — 11 августа 2023, там же) — русский писатель-краевед, автор множества книг, телевизионных циклов и радиопередач, посвященных истории Рязанского края.

## Биография
Николай Николаевич Аграмаков (до 1952 года Аргамаков) родился 12 декабря 1941 года в г. Рязани.
В 1958 году закончил школу № 14. Во время учёбы увлекался радиотехникой, занимался радио конструированием, состоял членом клуба ДОСААФ, участвовал в соревнования по радиоспорту. Он создал любительскую радиостанцию, в последующем получив собственный позывной «UA3SED». Уже в зрелые годы Николай Аграмаков занимался исследованием историей развития любительских радио станций в Рязанской области.
Увлечение радиотехникой повлияло на выбор профессии — после окончания учебы устроился на работу на Рязанский радиозавод, а после призыва в армию в 1961—1964 годах, служил радистом — водителем.
По окончании службы поступил в Щелковский химико-технологический техникум на специальность технолога органического синтеза. С 1971 по 1995 год работал инженером снабжения на предприятиях Рязани.

## Краеведение
Кроме радиотехники Николай Аграмаков с детских лет увлекался фотографией и историей родного города.
По воспоминаниям писателя:

«В школьные годы с другом-соседом по Введенской улице любили путешествовать по улицам города — вдоль и поперёк исследовали компактную еще в 1940—1950-е родную Рязань».
— Н. Н. Аграмаков.Рязанская областная универсальная научная библиотека имени Горького
С начала 50-х годов он фотографировал улицы и здания города, В последующем, накопленный материал, запечатлевший послевоенное развитие города, стал основой его архива фотоизображений рязанских улиц, храмов, достопримечательностей, который был дополнен коллекцией, собранных им старинных фотографий. Исследование рязанских архивов способствовало накоплению большого исторического материала, который сначала был использован при написании историко-документальных очерков и рассказов, публиковавшихся с 1971 года и позднее вошедших в трёхтомное издание избранных произведений «Тайны губернской Рязани», а затем и серии книг — путеводителей.
В 1997—1998 года в газете Вечерняя Рязань выходили исторические очерки «Прогулки по губернской Рязани».
В 70-е годы Николай Аграмаков обнаружил обломки самолета на берегу Чёрного озера. Находка породила легенду о черном бомбардировщике в мещерских лесах. Как оказалось, обломки принадлежали немецкой крылатой машине, бомбившей Рязань в годы войны.
Эта история в последующем воплотилась в литературный рассказ Н. Аграмакова «Самолет на Черном озере».
Идея создать на основе накопленного исторического материала путеводителя по городу Рязани, родилась у Николая Аграмакова в 1995 году. Для её реализации он в 1991 году организовывал Творческое содружество рязанских краеведов и издательство «Губернская Рязань», которые бессменно возглавлял, до весны 2011 г. Всего авторами было выпущено 13 книг по истории Рязанского края..
После первой же книги-путеводителя «Прогулки по губернской Рязани», написанной в вместе с другим рязанским краеведом Евгением Кашириным в 2000 году, ее авторы были удостоены Диплома II степени конкурса «Моя Россия» в номинации «История и этнография Рязанского края». Следующая книга — путеводитель — Церкви и монастыри, изданная в 2004 году, была написана в тесном сотрудничестве с представителями Рязанской епархии. Автора благословил митрополит Рязанский и Касимовский Симон, а консультантами выступали главный хранитель церковного музея Древнехранилище — Т. М. Панкова и протоирей Сергий Трубин. В последующем книги переиздавались в том числе и в уменьшенном — карманном варианте.
По историческим очеркам Николая Аграмакова рязанским телевидением были сняты три документальных фильма: «Дорога в прошлое», «Рязанская узкоколейка» и «Где-то там» (по очерку «Рязанская муза польского поэта» о Елене Масловой и Казимире Вежинском). В начале 2000-х на рязанском ФМ-радио вышел цикл чтений его исторических очерков.
Николай Аграмаков состоял членом Топонимической комиссии, занимавшейся наименованием городских объектов, был автором нескольких сайтов.
Он активно участвовал во всех книжных фестивалях, проводимых областной библиотекой имени Горького, постоянно выступал на заседаниях Рязанского областного клуба краеведов-исследователей. Его книги и статьи, созданные на фактическом архивном материале, вошли в золотой фонд рязанского краеведения.
Николай Аграмаков скончался 11 августа 2023. 20 октября 2023 года в Центральной городской библиотеке имени С. А. Есенина прошёл вечер памяти краеведа.